# Ammassalik-Museum
Das Ammassalik-Museum (dänisch Ammassalik Museum, grönländisch Tasiilap Katersugaasivia) ist das Heimatmuseum (Lokalmuseum) von Tasiilaq.

## Geschichte
Der Wunsch nach der Gründung eines Lokalmuseums in Tasiilaq entstand 1979. Durch das große Interesse von Ethnologen an der archaischeren Kultur der Tunumiit gegenüber den Kitaamiut während des 20. Jahrhunderts gab es in Ostgrönland zu diese Zeitpunkt jedoch quasi keinerlei historische Artefakte mehr, da diese von Forschern mitgenommen worden waren. Am 18. November 1981 wurde ein Museumsverein gegründet, der gemeinsam mit anderen Museen in Europa, die Gegenstände aus Ostgrönland hatten, darunter das grönländische Nationalmuseum und das dänische Nationalmuseum, die Gründung eines Lokalmuseums organisierte. Nachdem ursprünglich das Skæven genannte Gebäude B-48, das einmal die Wohnung des Handelsassistenten war, als Museum genutzt werden sollte, entschied man sich schließlich 1984 für die alte Kirche (B-41). Am 31. August 1990 wurde das Museum eröffnet. 2004 wurde das Kartoffelhaus übernommen.

## Gebäude
Neben der alten Kirche verfügt das Museum heute über vier weitere Gebäude:
- B-29: Das Kartoffelhaus ist ein älteres Torfmauerhaus, das im Winter als Aufbewahrungsort für die Boote des Museums dient.[3]
- B-36: Das Gebäude wird als Fotomuseum, Bibliothek und Museumsverwaltungsgebäude benutzt.[4]
- B-41: Das Hauptgebäude ist die alte Kirche von 1908, die seit 1986 nicht mehr als solche benutzt worden ist.[5]
- B-59: Die alte Kapelle dient als Magazin.[6]
- B-1339: Das Gebäude ist die 1994 errichtete Rekonstruktion eines Torfmauerhauses.[7]

Die Gebäude B-29, B-41 und B-59 sind geschützt. Für detaillierte Beschreibungen zur Geschichte und Architektur der einzelnen Gebäude, siehe die Liste der Baudenkmäler in Tasiilaq.

## Ausstellung
Im Ammassalik-Museum existieren mehrere Ausstellungen:
- Die kulturhistorische Ausstellung verfügt über verschiedene Masken, Tupilaks, Trachten, das Rekonstrukt eines Hundeschlittens und eines Umiaks sowie mehrere Kajaks.[8]
- Das Museum verfügt über sechs Kopien der von Eigil Knuth in Ostgrönland angefertigten Gipsbüsten.[9]
- Das Museum hat eine Präsenzbibliothek sowie ein Archiv zur Geschichte Ostgrönlands.[10]
- Roots2Share ist ein niederländisch-grönländisches Fotoprojekt, das vor allem auf den Fotografien des niederländischen Ehepaars Gerti und Noortje Nooters in Tiilerilaaq zwischen 1965 und 1986 entstanden ist.[11]